# فاليري مونتغمري رايس
فاليري مونتغمري رايس (بالإنجليزية: Valerie Montgomery Rice)‏ هي طبيبة توليد وأمراض النساء، وهي رئيسة وعميدة مدرسة طب مورهاوس.

## النشأة والتعليم
وُلِدت مونتغمري رايس في جورجيا، أكملت درجة البكالوريوس في الكيمياء من معهد جورجيا التقني. في عام 1987 حصلت على شهادة الطب من كلية الطب بجامعة هارفارد، أكملت الإقامة في طب التوليد والنسائيات في جامعة إيموري. كما حصلت على زمالة في طب الغدد الصماء التناسلية والعقم في مستشفى هوتزل للنساء.

## الحياة المهنية
عملت مونتغمري رايس كأستاذ ورئيس قسم التوليد وأمراض النساء ثم عميدًا ونائبًا أول للرئيس في كلية ميهاري الطبية. وفي عام 2011 بدأت في كلية الطب مورهاوس بصفتها عميدًا ونائبًا تنفيذيًا للرئيس. في عام 2014 أصبحت رئيسة لتصبح أول امرأة تشغل هذا المنصب.
تشمل اهتماماتها السريرية والبحثية:الطب التناسلي وسرطان المبيض وانقطاع الطمث. لديها رصيد في تمويل البحوث والنشر. تخدم مونتغمري رايس العديد من المنظمات المهنية بما في ذلك العمل كرئيس لقسم النساء والتوليد التابع للجمعية الطبية الأمريكية. وهي حاصلة على العديد من الجوائز في التدريس والبحث ومشهورة بخدمتها المهنية والمجتمعية ولا سيما لدعم الأقليات والنساء المهنيات. تعكس أنشطتها أيضًا اهتماماتها بقضايا صحة المرأة والرعاية الصحية للأقليات والتفاوتات الصحية.

## الجوائز والتكريمات
حصلت مونتغمري رايس على درجة فخرية من كلية الطب بجامعة ماساتشوستس. وانتُخِبَت لعضوية الأكاديمية الوطنية للطب عام 2016.

## الحياة الشخصية
فاليري مونتغمري رايس متزوجة من ملفين رايس جر، ولديهما ابن وابنة.